# La Gazzetta del Mezzogiorno
La Gazzetta del Mezzogiorno est un quotidien italien régional (de la région des Pouilles d'abord et de la Basilicate) fondé en novembre 1887. 

## Description
Il possède des éditions locales :
- Gazzetta Basilicata
- Gazzetta di Bari
- Gazzetta di Brindisi
- Gazzetta di Foggia
- Gazzetta di Lecce
- Gazzetta di Taranto
- Gazzetta Nord Barese

Les rédactions sont situées :
- Potenza ;

## Historique
Ce journal a été fondé en 1887 par Martino Cassano qui dirigeait l'hebdomadaire La Settimana éditée à Bari.